# Entanoneura mariae
Entanoneura mariae är en insektsart som först beskrevs av Navás 1909.  Entanoneura mariae ingår i släktet Entanoneura och familjen fångsländor. Inga underarter finns listade i Catalogue of Life.